# بايوود (نيويورك)
بايوود (بالإنجليزية: Baywood CDP, New York)‏ هي منطقة سكنية تقع بولاية نيويورك في الولايات المتحدة. تبلغ مساحتها 5.8 كم2، وترتفع عن سطح البحر 18 م، بلغ عدد سكانها 7,350 نسمة في عام 2010 حسب إحصاء مكتب تعداد الولايات المتحدة وتصل الكثافة السكانية فيها 1,267.2 نسمة لكل كيلومتر مربع (3,282.0/ميل2).

## التركيبة السكانية
حدّد مكتب تعداد الولايات المتحدة بيانات التركيبة السكانية لبايوود في تعداد الولايات المتحدة. في ما يلي، التركيبة السكانية حسب تعدادي 2000 و2010.

### تعداد عام 2000
بلغ عدد سكان بايوود 7,571 نسمة بحسب تعداد عام 2000، وبلغ عدد الأسر 2,252 أسرة وعدد العائلات 1,881 عائلة مقيمة في المنطقة السكنية. في حين سجلت الكثافة السكانية 1,305.3 نسمة لكل كيلومتر مربع (3,380.7/ميل2). وبلغ عدد الوحدات السكنية 2,317 وحدة بمتوسط كثافة قدره 399.5 لكل كيلومتر مربع (1,034.7/ميل2).
وتوزع التركيب العرقي للمنطقة السكنية بنسبة 74.49% من البيض و9.60% من الأمريكيين الأفارقة و0.25% من الأمريكيين الأصليين و1.84% من الأمريكيين ذوي الأصول الآسيوية و0.07% من سكان جزر المحيط الهادئ و10.12% من الأعراق الأخرى و3.63% من عرقين مختلطين أو أكثر و23.23% من الهسبانيون أو اللاتينيون من أي عرق.
بلغ عدد الأسر 2,252 أسرة كانت نسبة 44.9% منها لديها أطفال تحت سن الثامنة عشر تعيش معهم، وبلغت نسبة الأزواج القاطنين مع بعضهم البعض 61.1% من أصل المجموع الكلي للأسر، ونسبة 15.9% من الأسر كان لديها معيلات من الإناث دون وجود شريك،  بينما كانت نسبة 6.6% من الأسر لديها معيلون من الذكور دون وجود شريكة وكانت نسبة 16.5% من غير العائلات. تألفت نسبة 12.2% من أصل جميع الأسر من عدة أفراد يعيشون في نفس المنزل ونسبة 4.5% كانت تتألف من شخص يعيش بمفرده يبلغ من العمر 65 عاماً أو أكثر. وبلغ متوسط حجم الأسرة المعيشية 3.35، أما متوسط حجم العائلات فبلغ 3.56.
بلغ العمر الوسطي للسكان 34.9 عاماً. وكانت نسبة 27.2% من القاطنين تحت سن الثامنة عشر، وكانت نسبة 8% بين الثامنة عشر والرابعة والعشرين عاماً، ونسبة 34.3% كانت واقعةً في الفئة العمرية ما بين الخامسة والعشرين والرابعة والأربعين عاماً، ونسبة 20.8% كانت ما بين الخامسة والأربعين والرابعة والستين، ونسبة 9.4% كانت ضمن فئة الخامسة والستين عاماً فما فوق. يوجد لكل 100 أنثى 96.5 ذكر، ويوجد لكل 100 أنثى في الثامنة عشر من عمرها فما فوق 93.2 ذكر.
بلغ متوسط دخل الأسرة في المنطقة السكنية 60,294 دولارًا، أما متوسط دخل العائلة فبلغ 62,037 دولارًا. وكان متوسط دخل الذكور 39,926 دولارًا مقابل 30,609 دولارًا للإناث. وسجل دخل الفرد الخاص بالمنطقة السكنية 20,978 دولارًا. وكانت نسبة 5.2% من العائلات ونسبة 5.5% من السكان تحت خط الفقر، وكان من هؤلاء نسبة 5.7% تحت سن الثامنة عشر ونسبة 3.5% في الخامسة والستين من العمر وما فوق.

### تعداد عام 2010
بلغ عدد سكان بايوود 7,350 نسمة بحسب تعداد عام 2010، وبلغ عدد الأسر 2,162 أسرة وعدد العائلات 1,701 عائلة مقيمة في المنطقة السكنية. في حين سجلت الكثافة السكانية 1,267.2 نسمة لكل كيلومتر مربع (3,282.0/ميل2). وبلغ عدد الوحدات السكنية 2,272 وحدة بمتوسط كثافة قدره 391.7 لكل كيلومتر مربع (1,014.5/ميل2).
وتوزع التركيب العرقي للمنطقة السكنية بنسبة 63.78% من البيض و14.84% من الأمريكيين الأفارقة و0.82% من الأمريكيين الأصليين و3.96% من الأمريكيين ذوي الأصول الآسيوية و0.03% من سكان جزر المحيط الهادئ و12.72% من الأعراق الأخرى و3.85% من عرقين مختلطين أو أكثر و34.67% من الهسبانيون أو اللاتينيون من أي عرق.
بلغ عدد الأسر 2,162 أسرة كانت نسبة 41.3% منها لديها أطفال تحت سن الثامنة عشر تعيش معهم، وبلغت نسبة الأزواج القاطنين مع بعضهم البعض 54.2% من أصل المجموع الكلي للأسر، ونسبة 16.8% من الأسر كان لديها معيلات من الإناث دون وجود شريك،  بينما كانت نسبة 7.7% من الأسر لديها معيلون من الذكور دون وجود شريكة وكانت نسبة 21.3% من غير العائلات. تألفت نسبة 15.4% من أصل جميع الأسر من عدة أفراد يعيشون في نفس المنزل ونسبة 6% كانت تتألف من شخص يعيش بمفرده يبلغ من العمر 65 عاماً أو أكثر. وبلغ متوسط حجم الأسرة المعيشية 3.38، أما متوسط حجم العائلات فبلغ 3.67.
بلغ العمر الوسطي للسكان 37.4 عاماً. وكانت نسبة 24.2% من القاطنين تحت سن الثامنة عشر، وكانت نسبة 9.3% بين الثامنة عشر والرابعة والعشرين عاماً، ونسبة 28.7% كانت واقعةً في الفئة العمرية ما بين الخامسة والعشرين والرابعة والأربعين عاماً، ونسبة 26.4% كانت ما بين الخامسة والأربعين والرابعة والستين، ونسبة 11.4% كانت ضمن فئة الخامسة والستين عاماً فما فوق. وتوزع التركيب الجنسي للسكان بنسبة 50.1% ذكور و49.9% إناث.